# Nemesia parviflora
Nemesia parviflora är en flenörtsväxtart som beskrevs av George Bentham. Nemesia parviflora ingår i släktet nemesior, och familjen flenörtsväxter. Inga underarter finns listade i Catalogue of Life.